# World Business Council for Sustainable Development
Le World Business Council for Sustainable Development (WBCSD, Conseil mondial des affaires pour le développement durable), basé à Genève, est une coalition de 190 compagnies internationales unies par un engagement commun de développement durable à travers les trois piliers de la croissance économique, de l'« équilibre écologique », et du « progrès social ». Il a été fondé par l'industriel suisse Stephan Schmidheiny, ex-PDG d'Eternit Suisse, qui en est secrétaire honoraire. La présidence (secrétariat général) est tournante, affectée à différents dirigeants de grandes firmes multinationales.

## Création après le sommet de Rio
Le WBCSD a été créé en 1995 par la fusion du Business Council for Sustainable Development et du World Industry Council for the Environment, à l'initiative de Stephan Schmidheiny, ex-PDG d'Eternit Suisse et membre de nombreux conseils d'administration (dont celui de Nestlé), et qui fut le principal conseiller pour les affaires de Maurice Strong, le secrétaire général de la Conférence des Nations unies sur l'Environnement et le Développement, plus connue sous le nom de sommet de la Terre de Rio (1992). C'est après ce travail qu'il fonda le WBCSD.

## Objectifs et membres
Le WBCSD travaille sur un ensemble de sujets relatifs au développement durable, dont le développement, l'énergie et le climat, le rôle des affaires dans la société, l'eau, l'efficacité énergétique dans les bâtiments et la biodiversité.
Parmi ses membres, on trouve près de 200 grandes multinationales actives dans tous les secteurs ou presque, dont General Motors, Nestlé, Apple, Bayer, Reliance Industries, Glencore, Sinopec, Roche, BP, JPMorgan Chase, EY, Philipp Morris et LafargeHolcim. La présence de nombreux groupes pétroliers ou miniers, présents dans des secteurs responsables d'activité polluantes importantes, peut susciter des remarques ironiques chez certains critiques [Qui ?] du « greenwashing » qui y voient un groupe de lobbying.
Le WBCSD a aussi un réseau régional de 55 organisations partenaires ayant une communauté de vues dans le monde, dont les deux tiers sont dans les pays en développement.

## Direction
Le Conseil exécutif, composé de représentants des firmes membres du WBCSD, élit un secrétaire général (voir la liste) assisté de quatre vice-secrétaires.
- Rodney F. Chase - British Petroleum (BP) (1995)
- Livio D. DeSimone - 3M (Minnesota Mining & Mfg) (1996/97)
- Egil Myklebust - Norsk Hydro (1998/99)
- Charles O. Holliday (en) - DuPont (ex-PDG de Bank of America) (2000/01)
- Philip Watts - Royal Dutch Shell (2002/03)
- Bertrand Collomb - Lafarge (2004/05 - Collomb a été membre de la commission qui a élaboré la Charte de l'environnement en France)
- Travis Engen - Alcan (2006/07)
- Samuel DiPiazza (en) - PricewaterhouseCoopers (PwC, cabinet mondial d'audit) (2008/09)